# Cerbiago
Cerbiago es una localidad española del municipio de Ampuero, perteneciente a la comunidad autónoma de Cantabria.

## Toponimia
El nombre del lugar puede encontrarse escrito con las grafías Cerbiago y Cerviago.

## Geografía
Esta localidad está situada a 95 m s. n. m. y a 1,2 kilómetros de la capital municipal, Ampuero.

## Historia
Hacia mediados del siglo XIX, el lugar era referido como un barrio ya por entonces perteneciente al municipio de Ampuero. En 2023, la entidad singular de población de Cerbiago tenía empadronados 39 habitantes, todos ellos en el núcleo de población de ese nombre.